# Associazione Sportiva Forlì 1928-1929
Questa pagina raccoglie le informazioni riguardanti l'Associazione Sportiva Forlì nelle competizioni ufficiali della stagione 1928-1929.

## Stagione
Nella stagione 1928-1929 il neopromosso Forlì disputa il girone C del campionato di Prima Divisione Nord, raccoglie 41 punti con il secondo posto finale, alle spalle della Monfalconese che ha vinto il campionato con 44 punti e sale nel nuovo campionato di Serie B. Per la prima volta nella sua storia il campionato del Forlì si allarga, portando i biancorossi di Franz Hansel ad incontrare avversari del calibro di Udinese, Treviso e Monfalcone, o formazioni agguerrite come Mantova e Spal, e questo grazie alle due promozioni consecutive, che hanno portato la navicella del calcio forlivese a navigare a livello nazionale. Per il terzo anno consecutivo i "galletti" sono allenati dal bravo tecnico austriaco, e lottano per le prime posizioni con l'Udinese, il Monfalcone e la Spal, fino all'ultima giornata. Ottimo l'attacco, che va a segno 66 volte, 17 con Mario Baruzzi miglior realizzatore, ma discreta anche la difesa che subisce solo 23 reti. Si è messo in luce il giovane centrocampista mancino Mario Macrelli, dotato di una tecnica raffinata, disputa 28 gare e segna ben 16 reti, dando un contributo notevole alla stupenda cavalcata biancorossa. Nella sua carriera a Forlì realizzerà 90 reti in otto stagioni, e a tutt'oggi è il miglior marcatore di tutti i tempi dei "Galletti" Biancorossi.

## Rosa
| N. |                   | Ruolo | Calciatore            |
| -- | ----------------- | ----- | --------------------- |
|    | Italia (bandiera) | P     | Vittorio Foschini     |
|    | Italia (bandiera) | P     | Benito Castagnoli     |
|    | Italia (bandiera) | D     | Carlo Balzani         |
|    | Italia (bandiera) | D     | Mario Betti           |
|    | Italia (bandiera) | D     | Antonio Gramellini () |
|    | Italia (bandiera) | D     | Aldo Neri             |
|    | Italia (bandiera) | D     | Giuseppe Mazzoli      |
|    | Italia (bandiera) | D     | Oddone Ricci          |
|    | Italia (bandiera) | C     | Antonio Camprini      |
|    | Italia (bandiera) | C     | Mario Macrelli        |

| N. |                   | Ruolo | Calciatore         |
| -- | ----------------- | ----- | ------------------ |
|    | Italia (bandiera) | C     | Daniele Mingozzi   |
|    | Italia (bandiera) | C     | Giovanni Storchi   |
|    | Italia (bandiera) | C     | Stellio Varoli     |
|    | Italia (bandiera) | A     | Augusto Badini     |
|    | Italia (bandiera) | A     | Ettore Baruzzi     |
|    | Italia (bandiera) | A     | Guglielmo Ortolani |
|    | Italia (bandiera) | A     | Arrigo Podetti     |
|    | Italia (bandiera) | A     | Antonio Rosetti    |
|    | Italia (bandiera) | A     | Flavio Tesorieri   |
|    | Italia (bandiera) | A     | Francesco Zanotti  |

## Risultati

### Prima Divisione - gruppo C

#### Girone di andata
| Arbitro: | Bevilacqua (Viareggio) |

|                                                 |           |                          |
| Varoli 12’ Storchi 24’ Baruzzi 30’ Macrelli 88’ | Marcatori | 7’ Vallari 58’ Staffetta |

| Arbitro: | Bellini (Padova) |

|             |           |             |
| L. Moro 55’ | Marcatori | 19’ Storchi |

| Arbitro: | Torriti (Firenze) |

|                                                 |           |  |
| Macrelli 7’ Baruzzi 16’, 21’ Storchi 76’ (rig.) | Marcatori |  |

| Arbitro: | Pozzi (Monza) |

|               |           |              |
| Zoch 34’, 70’ | Marcatori | 41’ Macrelli |

| Arbitro: | Cugnini (Ancona) |

|                               |           |  |
| Baruzzi 31’, 56’ Macrelli 78’ | Marcatori |  |

| Arbitro: | Pastorio (Vicenza) |

|                    |           |  |
| Tomich 3’ Lele 36’ | Marcatori |  |

| Arbitro: | Medica (Bologna) |

|                 |           |  |
| Baruzzi 1’, 24’ | Marcatori |  |

| Treviso 11 novembre 1928 8ª giornata | Treviso         | 0 – 0 | Forlì | Campo San Lazzaro\| Arbitro: \| Rovida (Milano) \| |
| Arbitro:                             | Rovida (Milano) |       |       |                                                    |

| Arbitro: | Fornarelli (Bari) |

|                                                            |           |                        |
| Podetti 47’ Baruzzi 49’, 55’, 78’ Rosetti 50’ Macrelli 75’ | Marcatori | 21’ Filippi 80’ Piffer |

| 25 novembre 1928 10ª giornata |  | – Turno di riposo del Forlì |  |  |

| Arbitro: | Girelli (Verona) |

|  |           |                                |
|  | Marcatori | 7’ Macrelli 11’ (rig.) Storchi |

| Arbitro: | R. Barlassina (Novara) |

|                        |           |            |
| Baruzzi 69’ Varoli 78’ | Marcatori | 19’ Derchi |

| Arbitro: | D'Alessandro (Vercelli) |

|               |           |  |
| Peressini 67’ | Marcatori |  |

| Arbitro: | Dalle Mole (Vicenza) |

|                        |           |                                   |
| Silgich 20’ Sirola 25’ | Marcatori | 3’, 16’, 46’ Macrelli 75’ Pedetti |

| Arbitro: | Magliulo (Livorno) |

|                                          |           |  |
| Storchi 9’, 28’ Macrelli 55’ Baruzzi 67’ | Marcatori |  |

#### Girone di ritorno
| Arbitro: | U. Gama (Milano) |

|  |           |             |
|  | Marcatori | 8’ Mingozzi |

| Forlì 3 febbraio 1929 17ª giornata | Forlì            | 0 – 0 | Monfalconese | Stadio Tullo Morgagni\| Arbitro: \| Mangano (Milano) \| |
| Arbitro:                           | Mangano (Milano) |       |              |                                                         |

| Arbitro: | Lerni (Torino) |

|          |           |                         |
| Rosa 46’ | Marcatori | 11’ Podetti 75’ Rosetti |

| Arbitro: | Turriti (Firenze) |

|                                                 |           |  |
| Rosetti 8’ Podetti 29’ Varoli 47’ A. Badini 79’ | Marcatori |  |

| Arbitro: | Dall'Era (Brescia) |

|                          |           |              |
| Gramigna 61’ Zannoni 80’ | Marcatori | 22’ Mingozzi |

| Arbitro: | Tassinari (Firenze) |

|                                                          |           |          |
| Baruzzi 44’ Macrelli 71’, 82’ Podetti 72’, 75’, 80’, 88’ | Marcatori | 31’ Lele |

| Arbitro: | R. Barlassina (Novara) |

|                    |           |             |
| Marchionneschi 15’ | Marcatori | 34’ Podetti |

| Arbitro: | Giulini (Lodi) |

|                                        |           |  |
| Baruzzi 12’ A. Badini 37’ Macrelli 70’ | Marcatori |  |

| Arbitro: | Quilleri (Brescia) |

|  |           |             |
|  | Marcatori | 20’ Podetti |

| 21 aprile 1929 25ª giornata |  | – Turno di riposo del Forlì |  |  |

| Arbitro: | Armani (Rovereto) |

|             |           |              |
| Baruzzi 29’ | Marcatori | 80’ Busolini |

| Arbitro: | Ferro (Milano) |

|                       |           |                    |
| Paoloni 30’ Reich 76’ | Marcatori | 60’ (aut.) Mantini |

| Arbitro: | Guarnieri (Milano) |

|                    |           |  |
| A. Badini 38’, 51’ | Marcatori |  |

| Arbitro: | Gianni (Pisa) |

|                                                                          |           |  |
| Baruzzi 23’ Macrelli 44’, 74’ A. Badini 47’, 62’ Rosetti 51’ Podetti 82’ | Marcatori |  |

| Arbitro: | Turriti (Firenze) |

|               |           |                          |
| L. Saetti 50’ | Marcatori | 87’ Macrelli 90’ Baruzzi |